# Alexandru Ștefulescu
Alexandru Ștefulescu (n. 24 martie 1856, Târgu Jiu, Gorj —  d. 26 octombrie 1910, Târgu Jiu, Gorj) a fost un istoric al județului Gorj și al orașului Târgu Jiu.

## Anii de început
A urmat Școala Primară din orașul natal, ulterior mergând mai departe la Râmnicu Vâlcea, unde a absolvit cele 4 clase ale Seminarului, iar apoi la București, unde în 1877 a încheiat cursurile Seminarului Central.
După ce și-a terminat studiile, Ștefulescu a revenit la Târgu Jiu, iar din anul 1879 a activat în cadrul Școlii Primare de băieți a orașului, in 1891 a devenit directorul aceleiași instituții, funcție ce o va deține până la moartea sa în 1910, exceptând anii 1900-1904 cand a fost revizor școlar.

## Preocupări
A cercetat trecutul Gorjului, a învățat nenumărate limbi străine și a scris numeroase articole, a publicat documente și traduceri și a dat județului în care s-a născut monografii istorice de referință: "Gorjul istoric și pitoresc", "Mânăstirea Tismana", "Polovragi, "Istoria Târgu-Jiului", "Documente romano-salve referitoare la județul Gorj" ș.a, primele premiate de Academia Româna.

## Muzeul Gorjului
Pe linie muzeistică a depus multă stăruință în adunarea materialului de pe cuprinsul Gorjului pe care l-a parcurs în lung și în lat împreună cu inginerul Aurel Diaconovici, șeful Serviciului Tehnic al Județului Gorj, reușind cu sprijinul acestuia și al altor colaboratori să înființeze Muzeul Județean Gorj, al cărui director a fost și care astăzi îi poartă numele. Activitatea asiduă și meritele lui Alexandru Ștefulescu au fost apreciate atât pe plan local în Gorj, dar și pe plan central.

## Decesul
Dupa o activitate neobosită, Alexandru Ștefulescu, s-a stins din viață la 26 octombrie 1910, în Târgu Jiu, fiind înmormantat în cimitirul orașului pentru care și-a dedicat o mare parte a activității sale.